# Kasota
Kasota é uma cidade localizada no estado americano de Minnesota, no Condado de Le Sueur.

## Demografia
Segundo o censo americano de 2000, a sua população era de 680 habitantes.
Em 2006, foi estimada uma população de 692, um aumento de 12 (1.8%).

## Geografia
De acordo com o United States Census Bureau tem uma área de
2,6 km², dos quais 2,6 km² cobertos por terra e 0,0 km² cobertos por água.

## Localidades na vizinhança
O diagrama seguinte representa as localidades num raio de 16 km ao redor de Kasota.